# Gertrud Jaklin
Gertrud Hildegard Jaklin (* 6. April 1916 in Wien als Gertrud Hildegard Sollinger; † 9. Dezember 1998 ebenda) war eine österreichische Juristin und Richterin. Jaklin war gemeinsam mit Johanna Kundmann im Jahr 1947 eine der beiden ersten Frauen, die in Österreich zur Richterin ernannt wurden.

## Herkunft, Ausbildung und Privatleben
Gertrud Jaklin wurde am 6. April 1916 als Tochter des aus Krakau stammenden technischen Beamten Franz Sollinger und dessen aus Budapest stammender Frau Walburga (geb. Richter) in Wien geboren. Sie besuchte das humanistische Seipel-Gymnasium (das heutige GRG 12 Rosasgasse) im 12. Wiener Gemeindebezirk Meidling, wo sie am 1. Oktober 1936 die Reifeprüfung ablegte. Anschließend daran nahm sie im Jahr 1937 das Studium der Rechtswissenschaften an der Rechtswissenschaftlichen Fakultät der Universität Wien auf. Am 17. Juli 1942 wurde sie zum Doktor der Rechte promoviert, am 26. Mai 1944 legte sie nach reichsdeutschem Recht die Große Staatsprüfung ab.
Gertrud Jaklin heiratete im Jahr 1952 den 1915 geborenen Sonderschullehrer G. Friedrich Jaklin. Ob das Paar Kinder bekam, ist nicht bekannt.

## Beruflicher Werdegang
Bereits vor Beendigung des Studiums wurde Gertrud Jaklin ab 5. September 1940 im gerichtlichen Vorbereitungsdienst eingestellt. Mit 1. Oktober 1940 wurde sie nach reichsdeutschem Recht als Gerichtsreferendarin ernennt. Nach dem Ablegen der Großen Staatsprüfung im Jahr 1944 war sie Assessorin. Mit 30. Mai 1944 wurde Gertrud Jaklin in ein „Beamtenverhältnis auf Widerruf gem. § 7 der Laufbahnverordnung“ aufgenommen und trat diese Stelle am 15. Juni an. Im April 1945 meldete sie sich zurück zum Dienst. Nach dem Ende des Nationalsozialismus in Österreich wurde Jaklin im Februar 1947 zur Hilfsrichterin im Oberlandesgerichtssprengel Wien in der 1. Standesgruppe der Richter ernannt. Sie legte schließlich im Juli 1947 das Treuegelöbnis gegenüber der Republik Österreich ab und wurde am 13. August 1947 zeitgleich mit Johanna Kundmann (diese im Sprengel des Oberlandesgerichts Linz) als eine der ersten beiden Frauen in Österreich zur Richterin der 1. Standesgruppe beim Landesgericht für Zivilrechtssachen Wien ernannt.
In weiterer Folge war Gertrud Jaklin als Richterin am Landesgericht für Zivilrechtssachen, am Jugendgerichtshof sowie am Bezirksgericht Innere Stadt tätig. Als Fachgebiet kristallisierte sich in dieser Zeit das Außerstreitrecht heraus. 1959 wurde sie zum Oberlandesgerichtsrat ernannt, 1970 zur stellvertretenden Vorsteherin des Bezirksgerichts Innere Stadt befördert. Im Juli 1974 erfolgte schließlich der erneute Wechsel als Vorsitzende des Außerstreitsenats ans Landesgericht für Zivilrechtssachen Wien. In diesem richterlichen Amt trat Gertrud Jaklin schließlich am 5. April 1976 in den dauernden Ruhestand. Sie verstarb am 9. Dezember 1998 in Wien und wurde am Meidlinger Friedhof bestattet. Das Grab ist bereits aufgelassen.